# Гогезанд
Гогезанд (нід. Hoogezand) — місто в нідерландській провінції Гронінген. Входить до муніципалітету Мідден-Гронінген. До 1949 року мало статус окремого муніципалітету, після чого було об'єднано з містом Саппемер. А на початку 2018 року об'єднаний муніципалітет увійшов до складу новствореного муніципалітету Мідден-Гронінген.